# 상주 함창향교
상주 함창향교(尙州 咸昌鄕校)는 대한민국 경상북도 상주시 함창읍에 있는 조선시대의 향교이다. 2013년 4월 8일 경상북도의 유형문화재 제467호로 지정되었다.

## 개요
향교는 공자와 여러 성현께 제사를 지내고 지방민의 교육과 교화를 위해 나라에서 세운 교육기관이다.
원래 있던 자리와 처음 지은 연대는 알 수 없으나, 조선 전기에 세운 것으로 보이며, 태종 17년(1417) 지금 있는 자리로 옮긴 것으로 전한다.
건물 배치는 앞에 교육 공간을 두고 뒤에 제사 공간을 배치한 전학후묘의 형식을 따르고 있다. 정문인 외삼문을 지나면 안마당에 교육 공간인 명륜당과 학생들의 기숙사인 동재·서재가 있고, 뒤쪽 높은 곳에 중국과 한국 성현의 위패를 모시고 제사를 지내는 대성전을 두었다.
조선시대에는 나라에서 토지와 노비 · 책 등을 지원받아 학생을 가르쳤으나, 지금은 교육 기능은 없어지고 제사 기능만 남아 있다.

## 참고 자료
- 상주 함창향교 - 국가유산청 국가유산포털